# Jython
Jython (dříve známý jako JPython) představuje implementaci programovacího jazyka Python v jazyce Java.
Původním autorem je Jim Hugunin, který je rovněž tvůrcem další, novější implementace jazyka Python zvané IronPython (prostředí .NET, jazyk C#). Souvislost mezi zmíněnými dvěma implementacemi pravděpodobně vyplývá i ze syntaktické podobnosti jazyků Java a C#.

## Vlastnosti
Programy psané v jazyce Jython mohou běžným způsobem importovat a používat libovolnou javovskou třídu. S výjimkou některých standardních modulů používá Jython místo pythonovských modulů javovské třídy. K jazyku Jython se dodávají téměř všechny moduly, které jsou součástí standardní distribuce jazyka Python (tj. implementace CPython). Chybí pouze některé moduly, které byly od počátku implementovány v jazyce C. Takže například uživatelské rozhraní můžeme v jazyce Jython místo v Tkinter psát s využitím Swing nebo Abstract Window Toolkit. Zdrojové texty Jython překládá do javovského bajtkódu v okamžiku potřeby nebo staticky.

## Vývoj
Projekt je (za podpory Sun Microsystems) aktivně vyvíjen, i když množství jeho vývojářů není tak velké, jako u referenční implementace. Poslední implementovanou verzí je Jython 2.5.3 (13. srpen 2012).
Zatím není k dispozici žádná implementace nové vývojové řady Python 3.